# 假名目录追加21条
假名目录追加21条是日本战国时代骏河国大名今川义元制定的成文法。今川义元之父今川氏亲制定了《今川假名目录》，今川义元在此基础上追加了二十一条，即《假名目录追加21条》。此文献显示了大名对内部的保护意识的特征。